# Нью-Брайтон (футбольный клуб)
Клуб футбола ассоциации «Нью-Брайтон» (англ. New Brighton Association Football Club) — английский футбольный клуб, который базировался в Нью-Брайтоне, Уолласи, Ланкашир (ныне — графство Мерсисайд). Был сформирован в 1921 году. С 1923 по 1951 год выступал в Футбольной лиге Англии (в Третьем северном дивизионе).
С 1993 по 2012 год существовал клуб с тем же названием, выступавший в нижних дивизионах.

## История
«Нью-Брайтон» был основан в 1921 году после банкротства футбольного клуба «Саут-Ливерпуль». В том же году команда вступила в Комбинацию Ланкашира, заняв там место «Саут-Ливерпуля». Председателем нового клуба стал доктор Том Мартлу. Домашние матчи команда проводила на стадионе «Сэндхейз Парк», расположенном на улице Рейк-лейн (Rake Lane). Прозвище клуба  The Rakers берёт начало от местоположения стадиона.
Перед началом сезона 1923/24 «Нью-Брайтон» был избран в Третий северный дивизион Футбольной лиги, который расширился до 22 команд.
В сезоне 1924/25 «Нью-Брайтон» занял третье место в Третьем северном дивизионе, что стало лучшим результатом команды в истории. После 1928 года команда уже не финишировала в первой десятке.
Изначально команда играла в бело-синих футболках, но в октябре 1934 сменила дизайн формы на красно-белый. С 1937 года команда выступала в бордово-белых цветах.
С 1946 года «Нью-Брайтон» проводил домашние матчи на «Тауэр Атлетик Граунд», который ранее был домашним стадионом клуба «Нью-Брайтон Тауэр». «Сэндхейз Парк» был разрушен бомбардировками Люфтваффе во время Второй мировой войны; впоследствии было решено его не восстанавливать, а использовать площадку под жилую застройку.
15 марта 1947 года главный тренер клуба Нил Макбейн из-за травмы вратаря сам вышел на поле и встал на ворота своей команды в игре Третьего северного дивизиона против «Хартлпул Юнайтед». Он пропустил в этом матче три гола в свои ворота. На тот момент ему был 51 год и 120 дней. Он до сих пор остаётся самым возрастным игроком в истории Футбольной лиги Англии.
«Нью-Брайтон» выступал в Третьем северном дивизионе до 1951 года, после чего был исключён из состава Футбольной лиги по результатам голосования. Его место в турнире занял «Уэркингтон».
Четыре раза клуб доходил до четвёртого раунда Кубок Англии: в сезонах 1925/26, 1927/28, 1937/38 и 1956/57.
После исключения из состава Футбольной лиги «Нью-Брайтон» выступал в Комбинации Ланкашира (Lancashire Combination), а в 1965 году вступил в Лигу графства Чешир (Cheshire County League). В 1981 году команда заняла последнее место во втором дивизионе Лиги Чешира, после чего клуб не был переизбран. К тому моменту команда играла уже не на «Тауэр Атлетик Граунд», а на «Карр Лейн» в Хойлейке. Из-за долгов клуб был вынужден покинуть и стадион в Хойлейке, после чего делил стадион с клубом «Ньютон» из Лиги западного Чешира. В сезоне 1981/82 клуб вступил в Лигу южного Уиррала. Из клуба уходили многие игроки, а команда показывала плохие результаты на поле. Последним сезоном «Нью-Брайтона» стал сезон 1982/83.

## Клуб с тем же названием, основанный в 1993 году
В 1993 году был основан новый клуб с названием «Нью-Брайтон». Он вступил в Лигу Беркенхеда и Уиррала и выиграл её в первый же сезон. В 1995 году клуб вступил в Лигу южного Уиррала, а год спустя вошёл во второй дивизион Лиги западного Чешира. В 2005 году клуб выиграл второй дивизион и вышел в первый дивизион Лиги западного Чешира. Лучшим сезоном клуба стал сезон 2007/08, когда команда заняла пятое место в первом дивизионе Лиги западного Чешира. В 2012 году клуб прекратил своё существование.